# Іванов Валентин Козьмич
Валенти́н Козьми́ч Івано́в (рос. Валенти́н Козьми́ч Ивано́в, *19 листопада 1934, Москва — 8 листопада 2011, Москва) — радянський футболіст, нападник, згодом радянський та російський футбольний тренер. Олімпійський чемпіон 1956 року, чемпіон Європи 1960 року. Заслужений майстер спорту СРСР, заслужений тренер СРСР.

## Футбольні початки
Корінний москвич народився у сім'ї з чотирьох дітей. Виховувала їх мати-одиначка. Змалку Валентин грав у футбол разом з двома старшими братами. Після закінчення школи-семирічки він, тоді 15-річний юнак, вболівальник московського «Динамо», пішов з братами працювати на завод слюсарем. Там водночас грав за місцеву команду «Крила Рад-1». Під час фіналу одного з юнацьких турнірів на гру Валентина звернув увагу один з тренерів московського «Торпедо» Георгій Жарков.
У 1952 році Іванов вже став гравцем «Торпедо», хоча деякий час продовжував працювати на заводі. І тільки перед початком чемпіонату СРСР 1953-го Валентин врешті перейшов на повноцінну роботу до клубу, став гравцем основи головної команди «Торпедо» й поїхав з нею на збори. До футбольного клубу гравця Валентина Іванова прийняли на посаду інструктора фізкультури з щомісячною зарплатнею в 120 рублів (без врахування премій).
Перший свій матч у чемпіонаті СРСР Іванов зіграв у Вільнюсі. Його команда програла, а він сам не продемонстрував яскравої гри. Однак на другу гру Валентин знову вийшов у стартовому складі. Як відзначав сам футболіст, він багато в чому завдячує розвитку своєї кар'єри довірі головного тренера команди Віктора Маслова. У першому своєму сезоні новачок команди пропустив тільки три гри чемпіонату. Після першого кола міцного «середнячка» «Торпедо» підсилили досвідчені футболісти з армійських команд, зокрема Анатолій Ільїн та В'ячеслав Соловйов. Того сезону «Торпедо» зайняло третє місце у чемпіонаті СРСР.

## Перші здобутки
Згодом партнерами Іванова у «Торпедо» стали майбутні зірки Віктор Шустіков, Слава Метревелі, Геннадій Гусаров, Едуард Стрєльцов та Валерій Воронін. Двоє останніх стали найкращими друзями Іванова. З 1955 року Валентин вже грав за збірну СРСР, а у 1956-у команда «Торпедо» обрала його своїм капітаном. Того ж року Іванов у складі збірної став чемпіоном Олімпійських ігор у Мельбурні. Хоча у фіналі він так і не зіграв — дістав травму у попередьному матчі з Болгарією.
У 1957 році московське «Торпедо» з молодим капітаном Івановим завоювало срібні нагороди чемпіонату СРСР, а зі збірною гравець переміг у тогорічних Міжнародних дружніх спортивних ігор молоді, де змагалися переважно країни Варшавського договору. Наступного року Валентин поїхав на перший для збірної СРСР чемпіонат світу, який проходив у Швеції. Як гравець основи, Іванов відіграв усі 5 матчів збірної й відзначився одним забитим голом у ворота Австрії.
Одразу по завершенні чемпіонату, СРСР зіграла товариський матч з Англією й дістала ганебну поразку з рахунком 0:5. Одним з головних винуватців тренер команди Гавриїл Качалін назвав Валентина Іванова. Футболіст через багато років по тому згадував, що від вигнання з футболу його, а також ще двох збірників, врятував тодішній начальник команди Андрій Старостін.

## Головні гравецькі досягнення
Найщасливішим у своїй футбольній кар'єрі Валентин Іванов називав 1960 рік. Тоді його «Торпедо» виграло чемпіонат Союзу й стало володарем Кубка СРСР. А у складі збірної Валентин став чемпіоном Європи. Під час фінального етапу Європейського Кубка націй з футболу, який складався всього лиш з двох ігор, радянські футболісти перемогли Чехословаччину та Югославію. Валентин відіграв обидва матчі, а у першому з них забив два голи. Одного з них прокоментував сам Іванов: «Я отримав пас у центрі поля й побіг у напрямку воріт суперника з правого краю. На своєму шляху обіграв двох чи трьох суперників, а коли дійшов до лінії поля, мав намір виконати простріл, але на мене кинувся ще один суперник. Я його обіграв і проштовхнув м'яча до штрафного майданчика. Назустріч — воротар. Одним порухом я його „поклав“ й вдарив по воротах. І хоча там стояли одразу троє захисників, але м'яч потрапив до сітки».
У 1961 році «Торпедо», а у його складі й Валентин Іванов, знову зайняло друге місце в чемпіонаті СРСР. Наступним досягненням футболіста був чемпіонат світу, що пройшов 1962 року в Чилі. Збірна СРСР пройшла до чвертьфіналу. А Валентин Іванов забив 4 голи й поділив місце найкращого бомбардира з Гаррінчою, Альбертом, Вава, Санчесом та Єрковичем.
Під час першого ж матчу, який СРСР грала з Югославією, Іванов добив м'яча у ворота після удару в штангу Віктора Понедельника. Ще двічі Валентин відзначився у наступній грі з Колумбією й одного разу в третій грі проти Уругваю. Того разу Іванов знову зіграв на добиванні після удару Понедельника. За цей останній гол Іванову дорікало керівництво команди, адже коли б рахунок був нічийним, збірна СРСР не мала б зустрічатися з господарями. Саме зустріч з ними стала останньою для радянських футболістів на цьому змаганні. А разом з воротарем Левом Яшином Валентин став антигероєм чвертьфінальної зустрічі з Чилі. У простій ситуації він дозволив суперникові себе обікрасти й почати швидку гольову комбінацію.

## Останні трофеї Іванова-гравця
Наступні досягнення, яких можна назвати «срібними», Іванов пережив у 1964 році. Спершу «Торпедо» зайняло друге місце в чемпіонаті після попередніх «безмедальних» сезонів. А тоді й збірна СРСР, у якій Іванов був капітаном, дістала срібні нагороди Кубка Європи того ж року. Валентин відіграв усі матчі, забив один гол у відбірковій зустрічі й ще один у півфіналі зі Данією після «сольного» проходу.
Та срібла футбольному керівництву СРСР виявилось замало після попередньої перемоги у Європі. Тому тренер Костянтин Бєсков позбувся своєї посади, а Іванов згодом — пов'язки капітана. Останніми для Валентина у футболці збірної стали відбірні матчі на чемпіонат світу 1966 року, що мав відбутися в Англії. У відборі Іванов забив три голи у трьох зустрічах, але на фінальний турнір його вже не взяли.
У 1965 році «Торпедо» виграло чемпіонат СРСР, здолавши у важкій боротьбі київське «Динамо». А Валентин здобув свій останній трофей у кар'єрі гравця. Наприкінці наступного сезону власники команди «Торпедо» — керівництво заводу ЗІЛ запропонувало Іванову стати головним тренером команди.

## Тренерська робота
Появі на тренерському містку «Торпедо» Валентина Іванова передував спонукальний шарж, якого опублікувала заводська газета. На малюнку був зображений Іванов-гравець з капітанським біноклем, як символ його майбутньої вже тренерської роботи. З перервами Валентин очолював «Торпедо» до 1991 року. За той час здобув з командою три кубки СРСР, чотири рази бронзові нагороди чемпіонату й одного разу — у 1976 році, чемпіонство в Радянському Союзі.
Після розпаду Радянського Союзу Іванов поїхав до Марокко тренувати тамтешню команду «Раджа» з найбільшого міста Касабланка. Затримався відомий тренер у північній Африці тільки на один рік. Уже 1994 року він недовгий час тренував російську команду «Асмарал». Але після чергових проблем з грошима у власників клубу, Іванов повернувся на пост головного тренера «Торпедо». Свою рідну команду він очоював знову з перервами, але аж до 2003 року. Боси клубу покладали надію на Іванова, що саме він зуміє вивести команду з кризи. Але край усім амбіціям поклав розпад заводу «ЗІЛ».
Зараз Валентином Івановим опікується ФК «Москва». Власники клубу запрошують його на кожну домашню гру «Москви» й спеціально присилають транспорт по знаного в минулому тренера. Хоча й Іванов до цього клубу не має жодного стосунку.

## Сім'я
У 1956 році під час повернення додому з Олімпіади у Мельбурні, на теплоході «Грузія» у Валентина Іванова зав'язались романтичні стосунки зі спортивною гімнасткою Лідією Калініною. На три роки молодша дівчина також везла додому золоту медаль. У 1959 році закохані побралися, а наступного року Лідія вже з прізвищем «Іванова» вдруге виграла олімпійську нагороду.
Поповнення до сім'ї спортсменів прийшло у 1961 році. Тоді народився син Валентин. Через три роки народилася донька Ольга. Згодом вона була солісткою балету Большого театру, а син Валентин став одним з найкращих футбольних суддів Європи й світу.

## Титули і нагороди
- Олімпійський чемпіон: 1956
- Чемпіон Європи: 1960
- Віце-чемпіон Європи: 1964
- Найкращий футболіст чемпіонату Європи: 1960 (2 голи, разом з Дражаном Єрковичем, Віктором Понєдєльніком, Міланом Галичем, Франсуа Еттом)